# 委內瑞拉國際航空742號班機空難
委內瑞拉國際航空742號班機（VIA742，VA742）是委內瑞拉國際航空一班的來回邁阿密國際機場至馬拉開波定期航班，1969年3月16日，一架道格拉斯DC-9客機起飛不久墜毀於馬拉開波，造成84名乘客死亡。

## 飛機
委內瑞拉國際航空742號班機空難是道格拉斯DC-9首次空難，至今仍然是道格拉斯DC-9最致命的空難。委內瑞拉國際航空742號班機空難是當時委內瑞拉最致命的事故，直到2005年發生西加勒比海航空708號班機空難。西加勒比海航空708號班機空難也是委內瑞拉至今最致命的民用航空災難。

## 著名乘客
舊金山巨人投手內斯特·查維斯於委內瑞拉國際航空742號班機空難中喪生，年僅21歲。